# L'Infirmière de nuit
Pour plus de détails, voir Fiche technique et Distribution.
L'Infirmière de nuit (L'infermiera di notte) est une comédie érotique italienne réalisé par Mariano Laurenti en 1979.

## Synopsis
Nicola est dentiste, obsédé sexuel, il multiplie les conquêtes et les maîtresses et au moment où se déroule le film il trompe sa femme avec la plantureuse Zaira. Nicola a pour assistant Peppino qui lui sert de souffre-douleur. Alfredo, un escroc a appris de la bouche de l'oncle Saverio, mourant, que celui-ci a légué toute sa fortune à son neveu Nicola. Elle consiste en un énorme diamant dissimulé dans la verroterie d'un plafonnier. Cachant la mort de l'oncle, Alfredo se fait passer pour lui et se fait héberger chez ses neveux exprimant le désir de terminer sa vie chez eux. Le couple accepte d'autant plus volontiers qu'il convoite l'héritage. Alfredo joue le « mourant » et se lève la nuit pour tenter de trouver le diamant dans le plafonnier. Refusant les services d'une vieille religieuse, Alfredo exige une infirmière de nuit jeune et bien faite, le choix de Nicola se porte alors sur Angela, la nièce d'une de ses patientes. Celle-ci attire la convoitise des hommes mais repoussant les avances de Nicola elle est attirée par Carlo le fils de maison lui-même courtisé par la voisine nymphomane du dessous. À la suite de plusieurs péripéties Alfredo est démasqué avant que celui-ci ait pu dénicher le diamant, Nicola redécouvre les charmes de sa femme, Zaira lassée des infidélités de son amant se console avec Peppino tandis qu'Angela et Carlo filent le parfait amour. Quant au diamant, c'est Angela qui l'a repéré et qui l'a gardé pour elle !

## Fiche technique
- Titre original : L'infermiera di notte
- Titre français : L'Infirmière de nuit
- Réalisation : Mariano Laurenti
- Scénario : Mariano Laurenti, Franco Milizia,
- Musique : Gianni Ferrio
- Photographie : Mario Vulpiani
- Durée : 90 minutes
- Genre : comédie érotique
- Date de sortie :
  -  Italie : 7 février 1979
  -  France : 19 décembre 1979

## Distribution
- Gloria Guida (VF : Sylvie Feit) : Angela Della Torre, l'infirmière
- Lino Banfi (VF : Francis Lax) : Nicola Pischella, le dentiste
- Alvaro Vitali (VF : Gérard Hernandez) : Peppino, l'assistant du dentiste
- Leo Colonna (VF : Maurice Sarfati) : Carlo Pischella, le fils de Nicola et de Lucia
- Mario Carotenuto (VF : Jacques Dynam) : l'oncle Saverio / Alfredo l'usurpateur
- Annamaria Clementi (VF : Béatrice Delfe) : la voisine du dessous, femme du boxeur
- Ermelinda De Felice : Regina, la femme de ménage
- Vittoria Di Silverio : la tante d'Angela
- Jimmy il Fenomeno : le facteur
- Lucio Montanaro (VF : Patrick Poivey) : le DJ de la boîte de nuit
- Francesca Romana Coluzzi (VF : Marion Loran) : Lucia Pischella, la femme du dentiste
- Paola Senatore (VF : Martine Messager) : Zaira, la maîtresse de Nicola

## Autour du film
- Les extérieurs du film ont été principalement tourné les Pouilles : à Polignano a Mare, on peut y voir le véritable restaurant de l'hôtel , le Grotta Palazzese , et la vieille ville, puis à Ceglie Messapica (la discothèque Io Valentino où Gloria Guida chante et danse), à Taranto (la promenade, le port, le parc) et à Martina Franca (Piazza XX Settembre, via Verdi et l'hôpital civil).
- Après sa sortie en Italie, le film est sorti avec un certain succès en France, en Espagne, au Portugal, et en Argentine
- Selon le critique de cinéma Christophe Lemaire, L'Infirmière de nuit reste ce qui s'est fait de mieux en matière de comédie érotique italienne [1]